# غريغ أفيري
غريغ أفيري (بالإنجليزية: Greg Avery)‏ هو ناشط بريطاني، ولد في 1963.